# کالای گیفن

نقشه بی‌تفاوتی با دو خط بودجه (قرمز) بسته به قیمت گیفن خوب x

در اقتصاد و تئوری مصرف‌کننده، کالای گیفن کالایی است که اگر قیمت آن افزایش یابد مردم از آن بیشتر مصرف می‌کنند که قانون تقاضا را نقض می‌کند. در شرایط عادی، اگر قیمت یک کالا بالا رود، اثر جایگزینی باعث می‌شود که مصرف‌کنندگان از آن کالا به مقدار کمتری خرید کنند و بیشتر از محصولات جایگزین استفاده کنند. در وضعیت کالای گیفن اثر درآمدی غالب شده و مردم را منجر به خرید بیشتر از کالا می‌کند حتی در حالی که قیمت آن کالا افزایش یافته است. مدارک و شواهد برای وجود کالاهای گیفن محدود است، اما مدل‌های ریاضی اقتصاد خرد توضیح می‌دهد که چگونه چنین چیزی می‌تواند وجود داشته باشد. محصولات گیفن پس از اقتصاددان اسکاتلندی به نام رابرت گیفن مشخص شدند، که او به عنوان نویسنده این ایده توسط آلفرد مارشال در کتاب اصول علم اقتصاد نسبت داده شده. گیفن ابتدا مشاهدات متناقضی از عادت‌های خرید از دوران ویکتوریای فقیر را پیشنهاد کرد. برای بسیاری از کالاها، کشش قیمتی تقاضا منفی است (باید توجه کرد که، اگر چه تقاضا برای آن‌ها منفی است، اما کشش قیمتی تقاضا غالباً به عنوان اعداد مثبت گزارش شده است؛ (دیدن تعریف ریاضی برای اطلاعات بیشتر). به عبارت دیگر، قیمت و میزان تقاضا در جهت مخالف هم کشش دارند اگر قیمت بالا رود، سپس مقدار تقاضا پایین می‌آید، یا بالعکس. اما محصولات گیفن مستثنا از آنچه گفته شد هستند. کشش قیمتی تقاضا برای آن‌ها مثبت است. وقتی قیمت بالا می‌رود، مقدار تقاضا نیز بالا می‌رود، و بالعکس. به منظور واقعی کالای گیفن، قیمت باید تنها چیزی باشد که با یک تغییر در مقدار تقاضا تغییر کند، و یک کالای گیفن نباید با محصولات خریداری شده برای مصرف آشکار اشتباه گرفته شود. نمونه‌های کلاسیک ارائه شده توسط مارشال در مورد غذاهای با کیفیت پایین (کالای پست) است، که تقاضا برای آن‌ها با توجه به کمیابی یا به دلیل «فقر» کاهش می‌یابد که باعث می‌شود خریداران قادر به تهیهٔ مواد غذایی لوکس نباشند همان‌طور که با افزایش قیمت کالاهای عمدهٔ ارزان، آن‌ها دیگر نمی‌توانند رژیم غذایی خود را با غذاهای بهتر کامل کنند، و باید بیشتر از غذای اصلی مصرف کنند. همانگونه که آقای گیفن اشاره کرده است، افزایش قیمت نان باعث می‌شود تا کمبود زیاد در مخارج خانواده‌های کارگری و فقیر بسیار بالا رود، زیاد شدن مطلوبیت نهایی پول آنها، آن‌ها را مجبور به محدود کردن مصرف گوشت و غذاهای گران‌تر آردی می‌کند و نان یکی از ارزان‌ترین غذاهاست که آن‌ها می‌توانند به راحتی تهیه کنند و بیشتر آن را مصرف کنند. کالاهای گیفن همچنین به کالاهای تجربی یا کالاهای اعتباری مربوط می‌شوند که افزایش در تقاضا با قیمت را نشان می‌دهند، با جانشینی‌های موجود در نمونه‌های بعدی متفاوت‌اند.

## تحلیل
سه پیش شرط مهم و لازم جهت اینکه وضعیت کالای گیفن رخ دهد:
1. کالای مورد بحث حتماً می‌بایست کالایی پست باشد،
2. نبود کالاهای جانشین ضروری است،
3. کالاها باید درصد اساسی‌ای از درآمد خریداران را تشکیل دهند، اما نه آن درصدی از درآمد خریداران که هیچ‌کدام از کالاهای معمولی وابسته مصرف نمی‌شوند

اگر پیش شرط ۱ به «کالای مورد بحث باید قویاً پست باشد که اثر درآمدی بزرگتر از اثر جانشینی است» تبدیل شود، آنگاه این لیست شرایط لازم و کافی را تأمین می‌کند. از آنجایی که شرط آخر یک شرط روی خریدار نسبت به خود کالاست، این پدیده همچنین می‌تواند در زمرهٔ «رفتار گیفن» قرار گیرد.
این موضوع را می‌توان با یک نمودار نشان داد. ابتدا مصرف‌کنندگان حق انتخاب بین صرف درآمدشان در کالای y یا کالای x دارند همان‌طور که با خط MN تعریف شده است (که M برابر مجموع درآمد در دسترس که بوسیلهٔ قیمت کالای y تعریف می‌شود و N برابر مجموع درآمد موجود که بوسیلهٔ قیمت کالای x تعریف می‌شود). خط MN به عنوان خط محدودیت بودجهٔ مصرف‌کننده شناخته می‌شود با توجه به ترجیحات مصرف‌کننده، همان‌طور که در منحنی بی‌تفاوتی Io نشان داده شده مناسبترین ترکیب از خریدها برای این فرد نقطهٔ A (نقطهٔ بهینه) است. اگر یک کاهش در قیمت کالای x به وجود آید، دو اثر به وجود خواهد آمد.
قیمت کاهش یافته قیمت‌های نسبی را بخاطر کالای x تغییر خواهد داد، که به عنوان اثر جانشینی شناخته می‌شود. این با یک حرکت رو به پایین از نقطهٔ A به نقطهٔ B در منحنی بی‌تفاوتی نشان داده می‌شود. (یک محور محدودیت بودجه در مورد منحنی اصلی بی‌تفاوتی است). همزمان کاهش قیمت باعث می‌شود که قدرت خرید مصرف‌کنندگان افزایش یابد، که به عنوان اثر درآمدی شناخته می‌شود (یک تغییر بیرونی محدودیت بودجه). این بوسیلهٔ تغییر مکان از خط نقطه چین به MP نشان داده شده است(P= درآمدی که بوسیلهٔ قیمت جدید کالای X تعریف می‌شود).
اثر جانشینی (نقطهٔ A به نقطهٔ B)مقدار مورد نیاز کالای x را از Xa به Xb افزایش می‌دهد این در حالیست که اثر درآمدی کمیت مورد نیاز را از Xb به Xc کاهش می‌دهد. اثر خالص یک کاهش در مقدار مورد نیاز از Xa به Xc است که باعث می‌شود کالای x یک کالای گیفن بوسیلهٔ تعریف باشد.
هر کالایی که اثر درآمدی آن بیشتر از اثر جانشینی برای جبران باشد کالای گیفن است.

## شواهد تجربی
به‌طور کلی مدارک و شواهد برای وجود کالاهای گیفن محدود شده است. در سال ۲۰۰۲ رابرت جنسن و نولان میلر از دانشگاه هاروارد در یک مقالهٔ مؤثر مقدماتی ادعا کردند که برنج و گندم/رشته فرنگی در بخش‌هایی از چین با دنبال کردن قیمت‌های محصولات کالای گیفن به‌شمار می‌آیند. در یک مقالهٔ مؤثر دیگر در سال۲۰۰۷ توسط همان مؤلفان (در حال حاضر در سپتامبر ۲۰۰۸ به عنوان مسئلهٔ اقتصادی آمریکا منتشر شده) که به‌طور تجربی وجود کالاهای گیفن را در بین انسان‌ها در سطح خانوار، با کمک‌های مالی دولت در خرید برنج و آرد گندم برای خانواده‌های بسیار فقیر نشان دادند. پیدا کردن اثرات گیفن در جایی که شمار کالاهای موجود محدود می‌شود آسان‌تر است. همان‌طور که در اقتصاد تجربی:دگراندپر و همکارانش(۱۹۹۳)یک چنین تظاهرات تجربی را ثابت کردند. در سال ۱۹۹۱، باتالیو، کاجل و کگوئت ثابت کردند که آب گنه برای برخی موش‌های آزمایشگاهی یک کالای گیفن است گرچه آن‌ها تنها قادر به نشان دادن وجود کالای گیفن در سطح فردی بودند و نه در سطح بازار.
همهٔ کالاهای گیفن کالاهای پست هستند اما همهٔ کالاهای پست کالاهای گیفن نیستند. پیدا کردن کالاهای گیفن دشوار است زیرا برای مشاهده آن‌ها یک سری از شرایط باید برای رفتارهای مربوط متقاعدکننده باشد. یک دلیل در دشواری پیدا کردن کالاهای گیفن در اصل پیش‌بینی یک وضعیت خاص است که افراد در حالت فقر باآن مواجه می‌شوند.
روش‌های پژوهش رفتار مصرف‌کنندگان مدرن اغلب به مجموعه‌هایی می‌پردازد که میانگین سطوح درآمدی را می‌سنجد و این روش‌ها بسیار بی تعارف و یک وسیله برای دستیابی به این شرایط خاص است. علاوه بر این، پیچیده کردن موضوع ملزوماتی هستند برای موجودیت محدود جانشینی‌ها و همچنین آن مصرف‌کنندگان آنقدر فقیر نیستند که توانایی مالی برای خرید کالاهای پست را نداشته باشند به همین دلیل است که بسیاری از کتاب‌های از اصطلاح پارادوکس گیفن بجای کالاهای گیفن استفاده می‌کنند.
برخی از انواع کالاهای گران‌قیمت (مانند شراب فرانسوی گران، یا ادکلن‌هایی که افراد مشهور استفاده می‌کنند) گاهی اوقات ادعا می‌شود که کالای گیفن هستند. ادعامی شود که کاهش قیمت این کالاهای لوکس می‌تواند تقاضا را کاهش دهد زیرا آن‌ها برای مدت طولانی به عنوان محصولات وضعیت بالا می‌تواند تقاضا زیرا آن‌ها دیگر به عنوان منحصر به فرد یا لوکس درک نمی‌شوند. هر چند ماهیت درک شدهٔ این کالاهای سطح بالا (لوکس) به‌طور قابل توجهی با کاهش اساسی قیمت تغییر کند و این موضوع آن‌ها را از کالای گیفن بودن سلب صلاحیت می‌کند چرا که تجزیه و تحلیل کالاهای گیفن تنها درآمد مصرف‌کنندگان یا تغییرات نسبی سطح قیمت‌ها را می‌پذیرد نه ماهیت خود کالا را. اگر یک تغییر قیمت درک مصرف‌کنندگان را از کالا تغییر دهد، آن‌ها باید به عنوان کالاهای Veblen (وبلن) تجزیه و تحلیل شوند. برخی از اقتصاددانان اعتبار تجربی تفاوت بین کالاهای گیفن و وبلن را مد نظر قرار می‌دهند و به بحث و مشاجره می‌پردازند که هر وقت یک تغییر اساسی در قیمت یک کالا رخ دهد ماهیت درک شدهٔ آن نیز تغییر می‌کند هر چند تفاوت نظری بین هر دو نوع تحلیل واضح باقی می‌ماند، اما کدام یک از آن‌ها باید به عنوان یک نمونهٔ واقعی بکار گرفته شود یک موضوع تجربی است.

## قحطی بزرگ در ایرلند
سیب زمینی در طول قحطی بزرگ ایرلندی به عنوان تنها نمونه از کالای گیفن تلقی می‌شد. اما درستی این نظریه را «جرالد پی دوور و کاتن ام لیندسی» در سال ۱۹۸۴ در مقاله‌شان به اسم رابرت گیفن و سیب زمینی ایرلندی، اثبات کردند و در آنجا ماهیت متناقض گیفن «افسانه» را نسبت به مدارک و شواهد تاریخی نشان دادند.
ماهیت سیب زمینی ایرلندی گیفن توسط شروین روزن از دانشگاه شیکاگو در مقاله اش به نام پارادوکس‌های سیب زمینی در سال ۱۹۹۲ بی‌اعتبار شد. روزن نشان داد که این پدیده با یک مدل معمولی قابل توضیح است.

## نمونه‌های پیشنهادی دیگر
پیشنهاد شده است که تعداد زیادی از کالاهای دیگر ممکن است گیفن باشند. در حالی که مباحثات از لحاظ نظری منطقی و درست هستند (به عنوان مثال، آن‌ها با شهود اولیه مارشال هم رأی هستند)، در هر مورد شواهد تجربی حمایت کننده‌ای که یافت شده است دربرگیرنده نیست.
آنتونی باپ(۱۹۸۳) پیشنهاد کرد که نفت سفید مورد استفاده در گرمایش خانه یک کالای گیفن بوده است. باروخ و یاکار کانایی (۲۰۰۱) پیشنهاد کردند که "شوکاً نوشیدنی مقطر ژاپنی، ممکن است یک کالای گیفن باشد. در هر دو مورد، مؤلفان شواهد حمایت کنندهٔ اقتصادی را پیشنهاد کرده‌اند. هر چند شواهد تجربی به‌طور کلی ناقص در نظر گرفته شده‌اند. در مقاله‌ای در سال ۲۰۰۵، ساشا ابرامسکی از ملل حدس زده است که بنزین، در شرایط خاصی، ممکن است به عنوان کالای گیفن به کارآید. با این حال، هیچ شواهد حمایت کننده‌ای پیشنهاد نشده اما شواهدی از افزایش‌های چشمگیر قیمت‌های نفت در سال ۲۰۰۸ حاکی از آن است که مقدار تقاضا برای بنزین در واقع به عنوان نتیجه‌ای از افزایش قیمت هاست. البته، عدم وجود شواهدی در سطح انبوه آن کالاهای پیشنهادی که ممکن است برای گروه‌های خاصی از مصرف‌کنندگان گیفن باشد را رد نمی‌کند، به ویژه برای مصرف‌کنندگان فقیر.